# Наука и человечество

Обложка ежегодника «Наука и человечество» за 1988 год

«Наука и человечество» — научно-популярный международный ежегодник, издававшийся в СССР и позднее в России на русском языке с 1962 года издательством «Знание», Всесоюзным обществом «Знание» и Академией наук СССР.

## Описание
В ежегоднике «Наука и человечество» печатались статьи крупных учёных различных областей науки разных стран, рассчитанные на широкий круг читателей. Девиз ежегодника:
Доступно и точно о главном в мировой науке.
Уже к двадцатилетнему юбилею издания в нём были опубликованы статьи около пятисот видных деятелей мировой науки. На титульном листе ежегодника «Наука и человечество» печатался список стран, представители которых опубликовали статьи в сборнике с момента его основания, к 1989 году этот список включал 43 страны мира.
Статьи ежегодника были сгруппированы в пять больших разделов:
- Человек — медицина, физиология человека, история и др.
- Земля — космические исследования нашей планеты, геология, палеонтология, ботаника и др.
- Микромир — физика, кристаллография, молекулярная биология и др.
- Вселенная — наземные и космические исследования Вселенной — астрономия, астрофизика и др.
- Технический прогресс — технологии, прикладные исследования по химии, физике и др.

Перед каждой статьёй на отдельной странице была помещена краткая справка о её авторе или авторах. В статьях было очень мало математических и физических формул, но они, как правило, содержали множество цветных иллюстраций, фотографий, графиков и схем.
Отдельный большой раздел, называвшийся «Летопись науки», посвящался кратким редакционным статьям о новостях науки и последних достижениях в крупных областях знания, названия которых были заголовками подразделов этого раздела (например, «Науки о Земле», «Математика и вычислительная техника»). Ежегодник включал также краткие заметки по истории науки в рубрике «Сто лет назад».
Председателями редколлегии ежегодника были академики А. В. Топичев (1962), М. Д. Миллионщиков (1963—1973), А. П. Виноградов (1973—1976), А. А. Логунов (1977—1991), Ю. С. Осипов (1992—1997).
Ежегодники, подобные международному ежегоднику «Наука и человечество» того же периода:11:
| Страна       | Название                      | Издательство                    | Язык                         | Годы выпуска        |
| ------------ | ----------------------------- | ------------------------------- | ---------------------------- | ------------------- |
| ГДР          | «Wissenschaft und Menschheit» | «Знание» (СССР), «Урания» (ГДР) | немецкий язык                | 1965—1990           |
| Греция       | «Επιστήμη και ανθρωπότητα»    | «Εκδοτικός Οίκος Γιαννίκος»     | греческий язык               | середина 1960-х гг. |
| ПНР          | «Człowiek i nauka»            | «Ведза Повшехна»                | польский язык                | 1971—1985           |
| Чехословакия | «Veda a l'udstvo»             | «Обзор»                         | словацкий язык               | 1973—1978           |
| Чехословакия | «Věda a lidstvo»              | «Горизонт»                      | чешский язык                 | 1975—1978           |
| Чехословакия | «Věda a lidstvo»              | «Горизонт»                      | чешский язык, словацкий язык | 1979—1985           |